# Zittenfeldener Quelle
Koordinaten: 49° 37′ 5,8″ N, 9° 14′ 15,2″ O
Die Zittenfeldener Quelle oder Siegfriedsquelle ist eine als Naturdenkmal ausgewiesene Schichtquelle bei Schneeberg im Odenwald in Unterfranken.

## Beschreibung

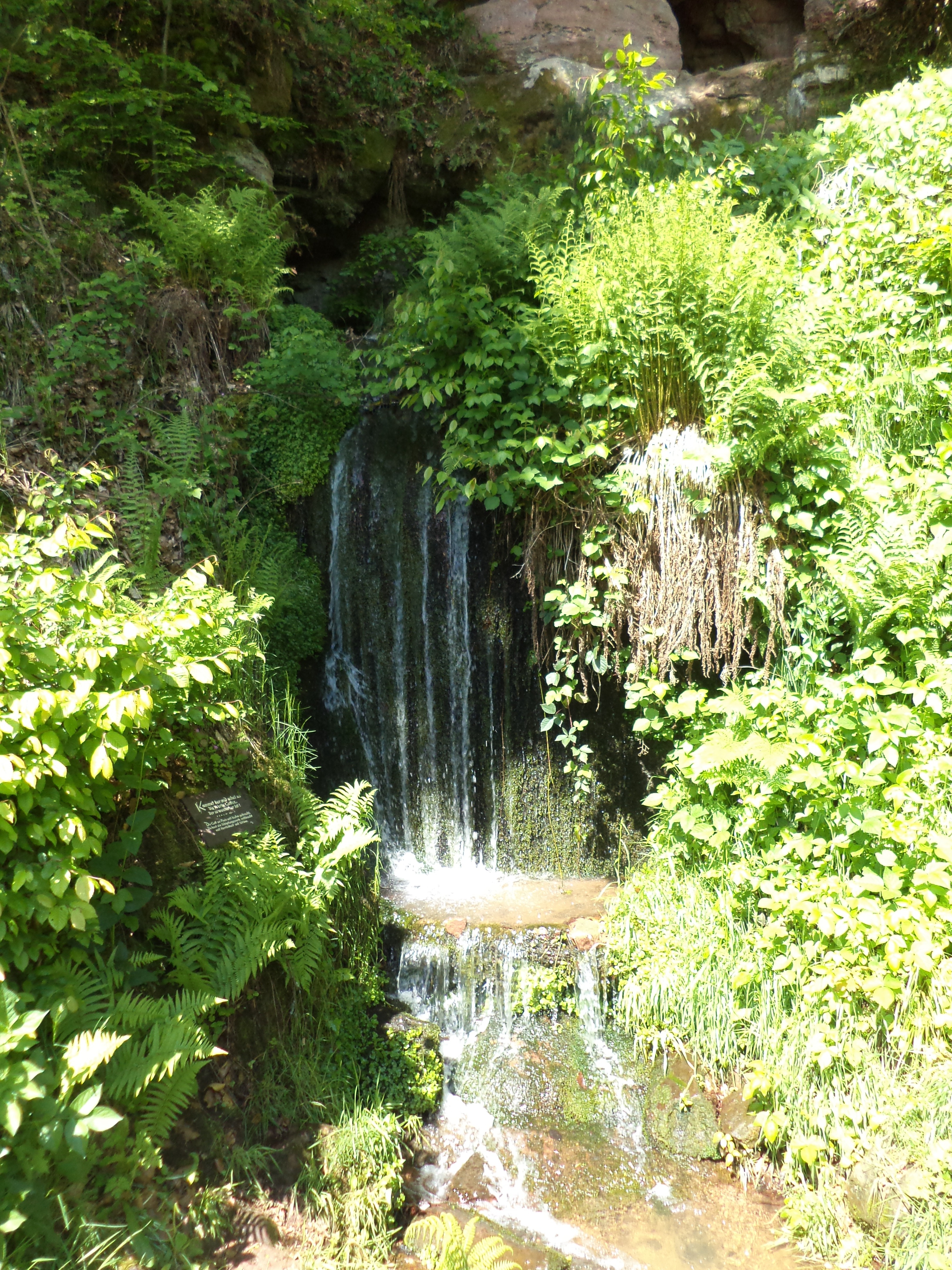
Der Wasserfall

Die Zittenfeldener Quelle liegt auf der Gemarkung der Stadt Amorbach etwa 2 km nordwestlich von Zittenfelden, auf ungefähr 265 m ü. NN. Das Wasser entspringt einer kleinen Höhle im Buntsandstein des Odenwalds und stürzt sofort einen etwa 3 m hohen Wasserfall hinab. Der sich dort bildende Bach mündet nach ca. 450 m in die Morre. Einige Meter oberhalb der Quelle liegt eine weitere, trockengefallene Quellgrotte. An der Zittenfeldener Quelle führt der Nibelungensteig vorbei.
Die Quelle ist vom Bayerischen Landesamt für Umwelt als wertvolles Geotop (Geotop-Nummer: 676Q001) ausgewiesen.
An dieser Quelle ist einer von mehreren möglichen Tatorten der Nibelungensage, an denen Siegfried der Drachentöter von Hagen von Tronje ermordet wurde. Die Quellen werden als Siegfriedbrunnen bezeichnet.